# Баккюм
Баккюм (нід. Bakkum) — село в нідерландській провінції Північна Голландія. Входить до муніципалітету Кастрікюм.
Його площа становить 5,00 км², а населення станом на 2021 рік складало 2 585 осіб.
Перша згадка про населений пункт датується кінцем 11-го сторіччя.

## Галерея

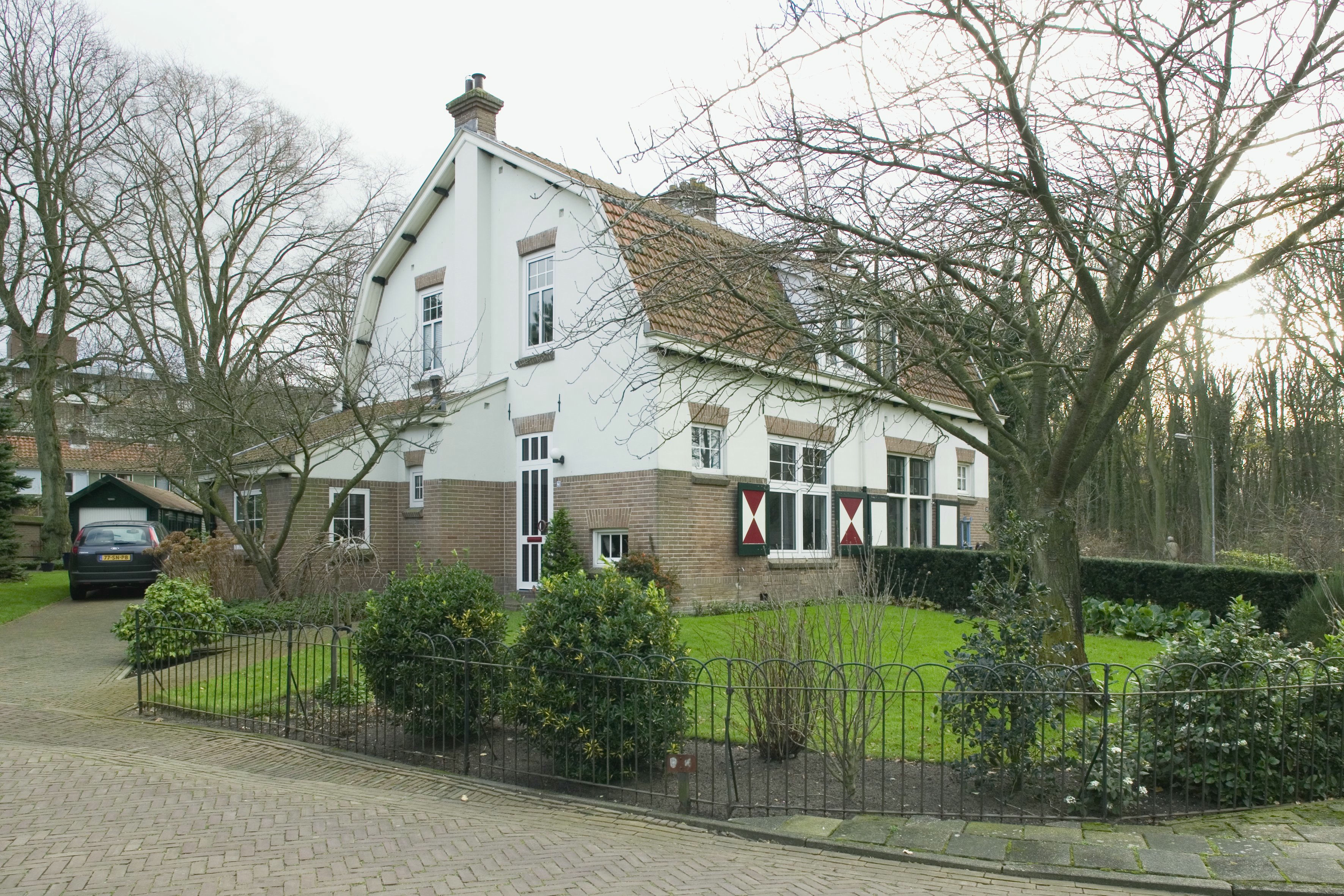
Будинок у Баккюмі
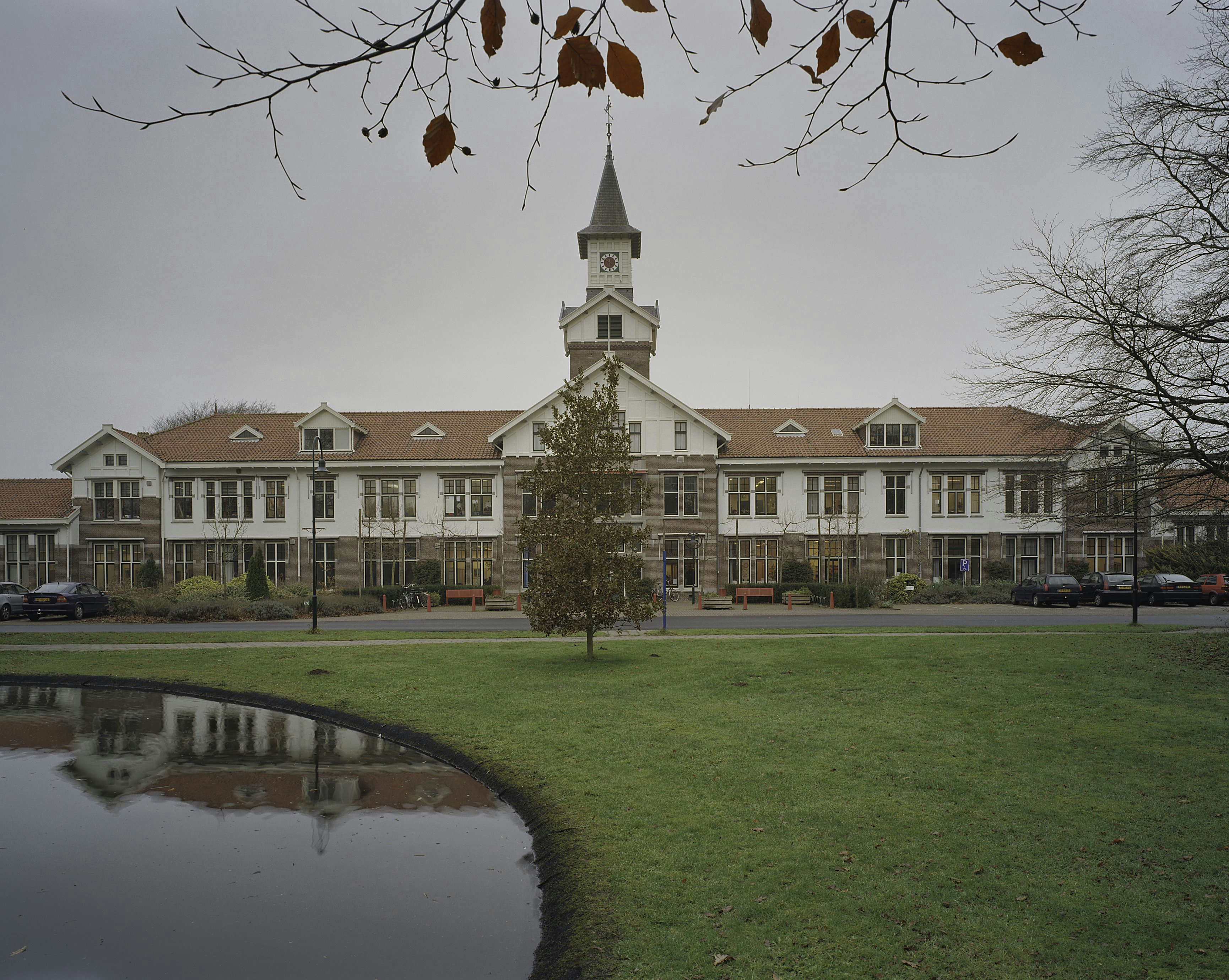
Психіатрична лікарня
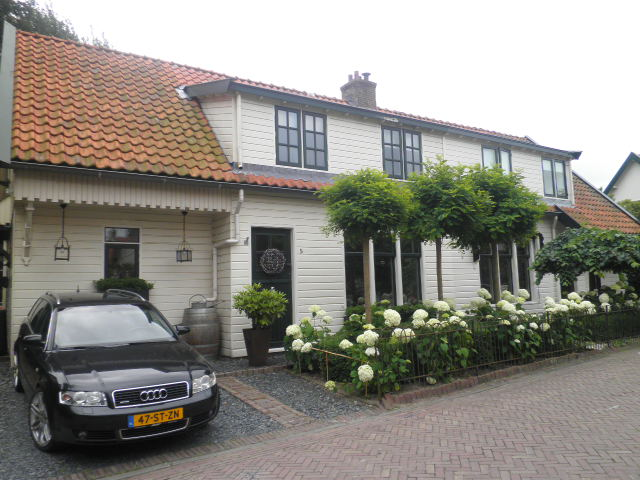
Сільська забудова
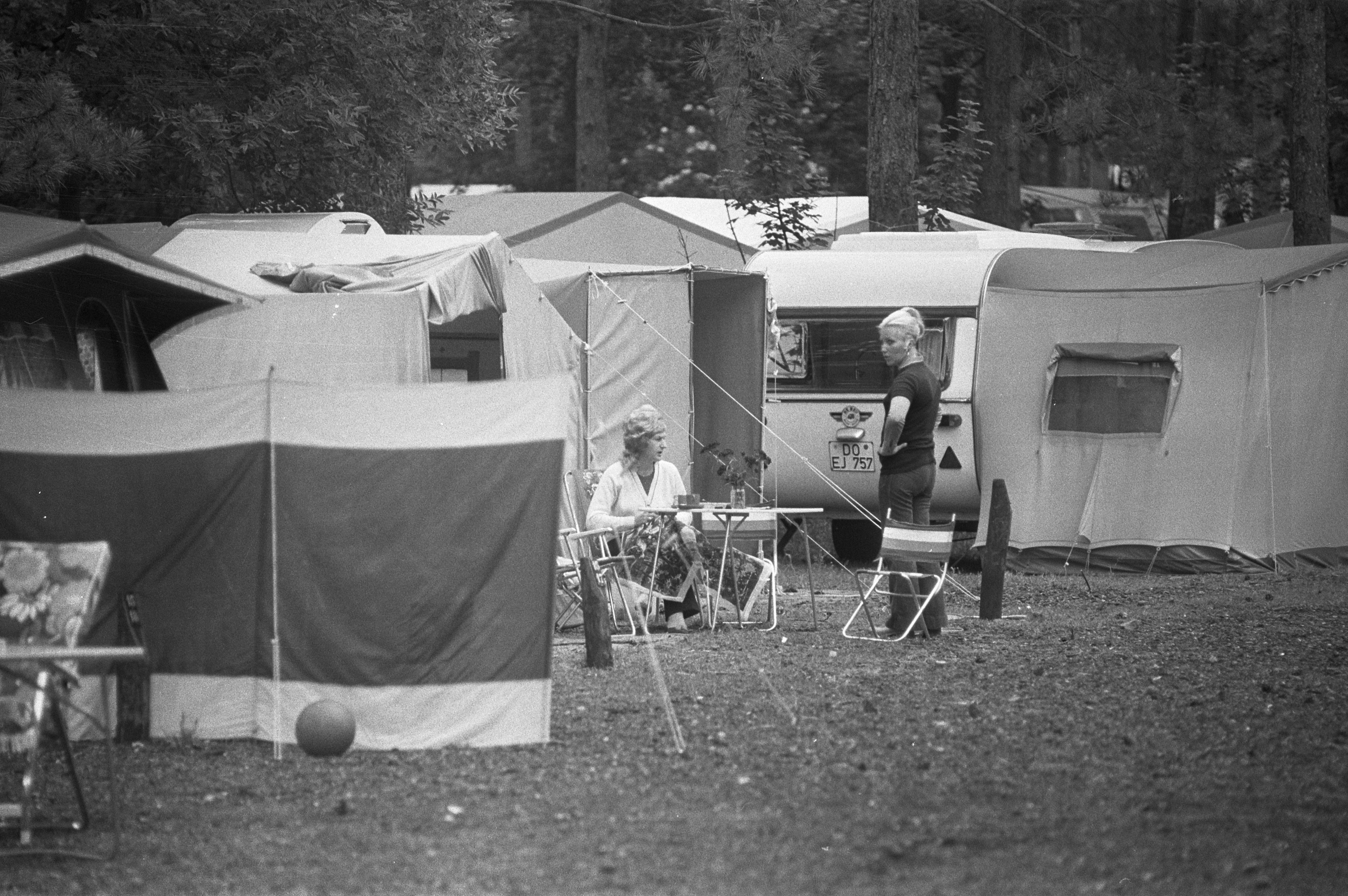
Кемпінг біля села (1972)